# Tithrone corseuili
Tithrone corseuili es una especie de mantis de la familia Acanthopidae.

## Distribución geográfica
Se encuentra en  California (Estados Unidos).